# Zapraszamy na Łąki
Zapraszamy na łąki – debiutancki album wrocławskiego zespołu Katedra, wydany 8 października 2015 przez wytwórnię Vintage Records.

## Lista utworów[3]
| #   | Tytuł                                       | Czas trwania |
| 1.  | Zapraszamy na łąki                          | 03:55        |
| 2.  | Nie śmiej się z miłości                     | 04:33        |
| 3.  | Kim jesteś?                                 | 04:24        |
| 4.  | Strach i pragnienie                         | 06:38        |
| 5.  | Czarny Szlak (gość Konrad Możdżeń – Bethel) | 03:13        |
| 6.  | Wiosna i wino                               | 04:41        |
| 7.  | Wolny elektron                              | 06:04        |
| 8.  | Pejzaż                                      | 02:42        |
| 9.  | Pieśń o świcie                              | 03:06        |
| 10. | Kiedy kochasz                               | 03:38        |
| 11. | Wicher Wieje (gość Ania Rusowicz)           | 03:34        |
| 12. | Kłosy                                       | 03:24        |

## Skład zespołu[4]
- Fryderyk Nguyen – wokal, gitara elektryczna, gitara akustyczna, đàn tranh
- Maciej „Jim” Stępień – gitara basowa, wokal
- Michał Zasłona – syntezatory, Piano Rhodesa, Organy Hammonda, chórki
- Paweł Drygas – perkusja, tamburyn, chórki
- Teresa Grabiec – chórki
- Katarzyna Radoń – chórki

## Goście
- Ania Rusowicz - wokal w utworze Wicher Wieje
- Konrad Możdżeń (Bethel) - perkusjonalia w utworze Czarny Szlak

## Produkcja
- Szymon Swoboda (Vintage Records) - realizacja, miks, mastering
- Paweł Jakubowski (Sonic Loft Studio) - nagranie dodatkowych chórków (Wiosna i wino) i perkusjonaliów Konrada Możdżenia (Czarny Szlak)
- Kuba Korzeniowski (Sun Replica) - nagranie głosu Ani Rusowicz (Wicher wieje)
- Maria Łuc - oprawa graficzna
- Sebastian Siepietowski - zdjęcia